# Anemonin
Az anemonin színtelen, szagtalan szilárd anyag. A boglárkafélék családjához (Ranunculaceae) tartozó növények sérülésekor keletkezik protoanemoninból. Víz vagy levegőbeli pára hatására anemoninsavvá hidrolizál.
Nevét a szellőrózsáról (Anemone) kapta, amelyből először állították elő.
Görcsoldó és fájdalomcsillapító hatása van.

## Lásd még
- Protoanemonin

## Fordítás
- Ez a szócikk részben vagy egészben  az   Anemonin című angol Wikipédia-szócikk fordításán alapul.  Az eredeti cikk szerkesztőit annak laptörténete sorolja fel. Ez a jelzés csupán a megfogalmazás eredetét és a szerzői jogokat jelzi, nem szolgál a cikkben szereplő információk forrásmegjelöléseként.